# Charkint (huyện)
Chahar Kint là một huyện thuộc tỉnh Balkh, Afghanistan. Dân số thời điểm năm 1999 là 42,406 người.